# Diecéze Augustopolis v Palestině
Diecéze Augustopolis v Palestině je titulární diecéze římskokatolické církve.

## Historie
Augustopolis v Palestině, možná identifikovatelný s ruinami El-Mühezzek v dnešním Jordánsku, bylo starobylé biskupské sídlo nacházející se v římské provincii Palestina III. Bylo součástí Jeruzalémského patriarchátu a sufragánnou arcidiecéze Petra v Palestině.
Literární zdroje uvádí dvě jména biskupů této diecéze: Ioannes I. který se roku 431 zúčastnil Efezského koncilu; Ioannes II. který podepsal akta synody svolané roku 536 patriarchou Petrem proti Antimovi. V El-Mühezzek v 19. století se našel nápis, který pochází asi z roku 786 kde se objevuje jméno biskupa Leontia z Achisu, který by mohl být dalším biskupem.
Dnes je využívána jako titulární biskupské sídlo; dosud nebylo sídlo přiděleno.

## Seznam biskupů
- Ioannes I. (zmíněn roku 431)
- Ioannes II. (zmíněn roku 536)
- Leontius ? (zmíněn roku 786 ?)